# Agence centrale de la statistique (Éthiopie)
L’Agence centrale de statistique (CSA; Amh: ማዕከላዊ ስታቲስቲክስ ኤጀንሲ) est un organisme du gouvernement de l'Éthiopie désigné pour fournir des enquêtes et recensements pour ce pays utilisé pour surveiller la croissance économique et sociale. La CSA appartient au ministère éthiopien des Finances et du Développement économique. Cette agence a été créée en 1963. Le directeur général de la CSA est Samia Zekaria. Avant le 9 mars 1989, le CSA était connu sous le nom de l'Office central des statistiques (CSO).
Le CSA dispose de 25 bureaux. Outre la capitale Addis-Abeba, les villes et villages avec des bureaux sont : Ambo, Arba Minch, Asebe Teferi, Asayita, Asosa, Awasa, Bahir Dar, Debre Berhan, Dessie, Dire Dawa, Djidjiga, Gambela, Goba, Gondar, Harar, Hosaena , Inda Selassié, Jimma, Mekele, Mizan Teferi, Nazreth, Negele Boran, Nekemte et Sodo.
Des recensements nationaux de la population et du logement ont été pris en 1984, 1994 et 2007. Les informations provenant des recensements de 1994 et de 2007 sont disponibles en ligne.